# 贝尔丰特 (特拉华州)
贝尔丰特（英語：Bellefonte）是美国特拉华州纽卡斯尔县（New Castle）下属的一座城镇，面积为0.46平方公里，均为陆地。2010年人口普查时市内有1193名居民。论人口在本州排行第29。

## 地理
贝尔丰特的地理位置是39°45′58″N 75°30′34″W / 39.76611°N 75.50944°W。市中心约位于布榄地瓦恩大道与贝尔丰特大道的交叉口。
据美国普查局数据贝尔丰特的面积为0.52平方千米，所有面积是陆地面积。

### 气候
贝尔丰特夏季热和潮湿，冬季温和到冷。根据柯本气候分类法贝尔丰特的气候是副热带湿润气候。

## 人口
| 调查年       | 人口  | 备注 | %±     |
| ------------ | ----- | ---- | ------ |
| 1920         | 291   |      | —      |
| 1930         | 761   |      | 161.5% |
| 1940         | 2,593 |      | 240.7% |
| 1950         | 1,472 |      | −43.2% |
| 1960         | 1,536 |      | 4.3%   |
| 1970         | 1,442 |      | −6.1%  |
| 1980         | 1,279 |      | −11.3% |
| 1990         | 1,243 |      | −2.8%  |
| 2000         | 1,249 |      | 0.5%   |
| 2010         | 1,193 |      | −4.5%  |
| 2020         | 1,225 |      | 2.7%   |
| 美国十年普查 |       |      |        |

2000年美国人口普查时市内有1249名居民，分537个户和325个家庭。人口密度为每平方千米2679.1人。市内居民中95.92%是白人、2.40%是非裔美国人、0.64%是亚裔美国人、0.56%是其他人种。0.48%是混血儿。西班牙裔或拉丁美洲裔的人占1.20%。
市内的537户人家里28.%有18岁以下的未成年人、45.4%是结婚夫妇、10.1%是带孩子的单身妇女、39.3%不是家庭。32.2%的户只有一个人、12.1%的户有65岁以上的老人。平均每户2.33人，家庭平均有3.00人。
户内23.5%的人在18岁以下、5.0%在18到24岁之间、35.0%在25到44岁之间、21.1%在45到64岁之间、15.5%在65岁以上。居民平均年龄为38岁。女子对男子的性别比为100：93.6。成年人的性别比为100：90.1。
市内每户平均年收入为49231美元，家庭的平均年收入为59375美元。男子的平均年收入为37723美元，女子的平均年收入为30078美元。人均年收入为22661美元。约2.1%的家庭和4.0%的居民生活在贫困线以下，其中包括5.9%的未成年人和6.7%的老年人。

## 基础设施

### 交通
布榄地瓦恩大道是贯穿贝尔丰特的主街，它的走向是从西南向东北。13号美国国道沿贝尔丰特的东北边境向东北通往克萊蒙特和向西南通往威尔明顿。3号特拉华州州道在贝尔丰特以西经过，向北连接95號州際公路，向南通往495号州际公路。离贝尔丰特最近的火车站是威尔明顿站，美鐵和SEPTA区域铁路的威尔明顿-纽瓦克线在这里停车。特拉华运输的3条公共汽车线路通过贝尔丰特。

### 能源
艾索倫電力公司的子公司德马瓦电力与照明公司为贝尔丰特提供电力和自然气。北美苏伊士公司的一个子公司向贝尔丰特供水。纽卡斯尔县提供废水处理。垃圾处理和回收被承包给废物工业公司。

## 教育
贝尔丰特位于布榄地瓦恩学校区内。